# Шенандоа (национальный парк)

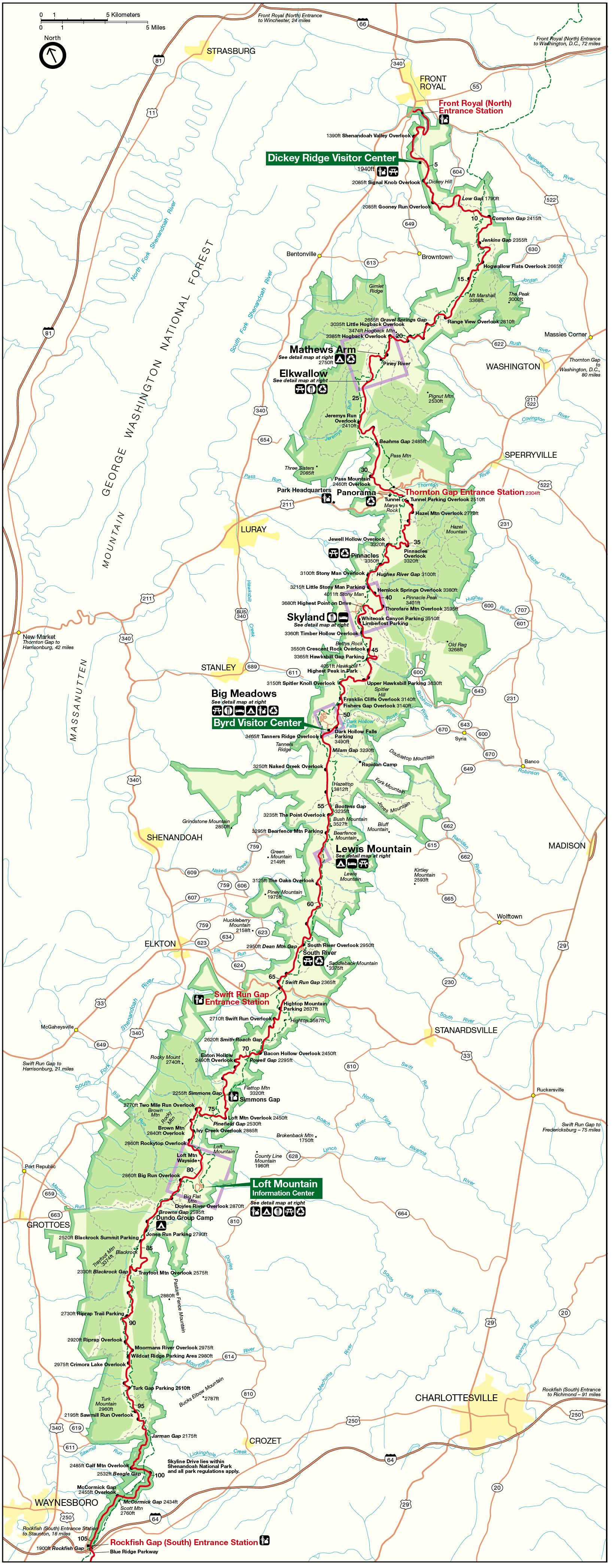
Детальная карта парка

Шенандо́а (англ. Shenandoah National Park) — национальный парк США, занимающий часть хребта Блу-Ридж в Аппалачах в штате Виргиния. Парк находится на узком гребне хребта и расположен в меридиональном направлении. С запада он ограничен долиной реки Шенандоа, с востока — холмами Пидмонта. По гребню холма проходит шоссе, известное как англ. Skyline Drive, но при этом 40 % территории парка не затронуто человеческой деятельностью. Общая площадь парка 805,39 км². Высшая точка парка — гора Хоксбилл высотой 1235 м.

## География
Парк находится на территории 8 округов штата Виргиния: Уоррен, Пейдж, Рокингхем и Огаста на западе, Раппаханнок, Мадисон, Грин и Албемарл на востоке. Протяжённость парка с юго-запада на северо-восток 169 км.

## История
Создание парка было разрешено в 1926 году. Парк был открыт 26 декабря 1935 года. До создания парка часть его территории использовалась как сельскохозяйственная, и во многих местах сохранялись остатки старых ферм. Штат Виргиния принудительно выкупил эти земли у фермеров, после чего передал их федеральному правительству под федеральный парк. Часть фермеров, работавших в яблоневых садах в долине реки Шенандоа и выращивавших злаки на восточных склонах хребта, противилась принудительному выкупу земель. Хотя катастрофическая засуха 1930 года уничтожила часть посевов злаков и садов, многие фермеры продолжали противиться переселению и в конечном итоге были переселены насильственно. Некоторым было разрешено остаться до смерти в своих домах на территории национального парка. Последняя из них, Энни Ли Брэдли Шенк, умерла в 1979 году в возрасте 92 лет.
После создания парка штат Виргиния первоначально намеревался запретить чёрным посещать парк, но затем разрешил посещение, создав отдельные службы для белых и чёрных. В 1930-х годах в парке действовали частные отели, в которые допускались лишь белые. В 1937 году был принят план развития парка, по которому один отель (включающий также кемпинг и место для пикников) в парке отводился для чёрных, а все остальные — для белых. Отель открылся в 1939 году, и его качество было существенно ниже, чем качество других отелей парка. Во время Второй мировой войны все частные предприятия были закрыты, а в 1945 году служба национальных парков потребовала полной десегрегации всех предприятий в парке. Окончательно расовая сегрегация в Шенандоа была устранена в начале 1950 года.

## Туризм
По территории парка проходит шоссе англ. Skyline Drive, фактически идущее по гребню хребта. Вдоль шоссе оборудованы 75 точек наблюдения по обе стороны хребта. От точек наблюдения начинаются пешеходные тропы по склонам хребта. Имеется пять официальных кемпингов и три отеля, возможности для верховой езды и езды на велосипеде.
На территории площадью примерно 800 км² разрешена постановка палаток. При этом туристы обязаны «не оставлять следов» (англ. "Leave No Trace" policy), в частности, им запрещено разводить костры и оставлять какой-либо мусор. В парке водятся медведи, и туристы обязаны принять меры предосторожности, исключающие привлечение медведей их запасом продуктов.
Едва ли не самой большой достопримечательностью парка являются водопады. Самый высокий из них, Оверолл-Ран (англ. Overall Run, Overall Run Falls), имеет высоту падения 29 м. К нему ведёт пешеходная тропа от шоссе; путь в одну сторону составляет около 5 км.

## Флора и фауна

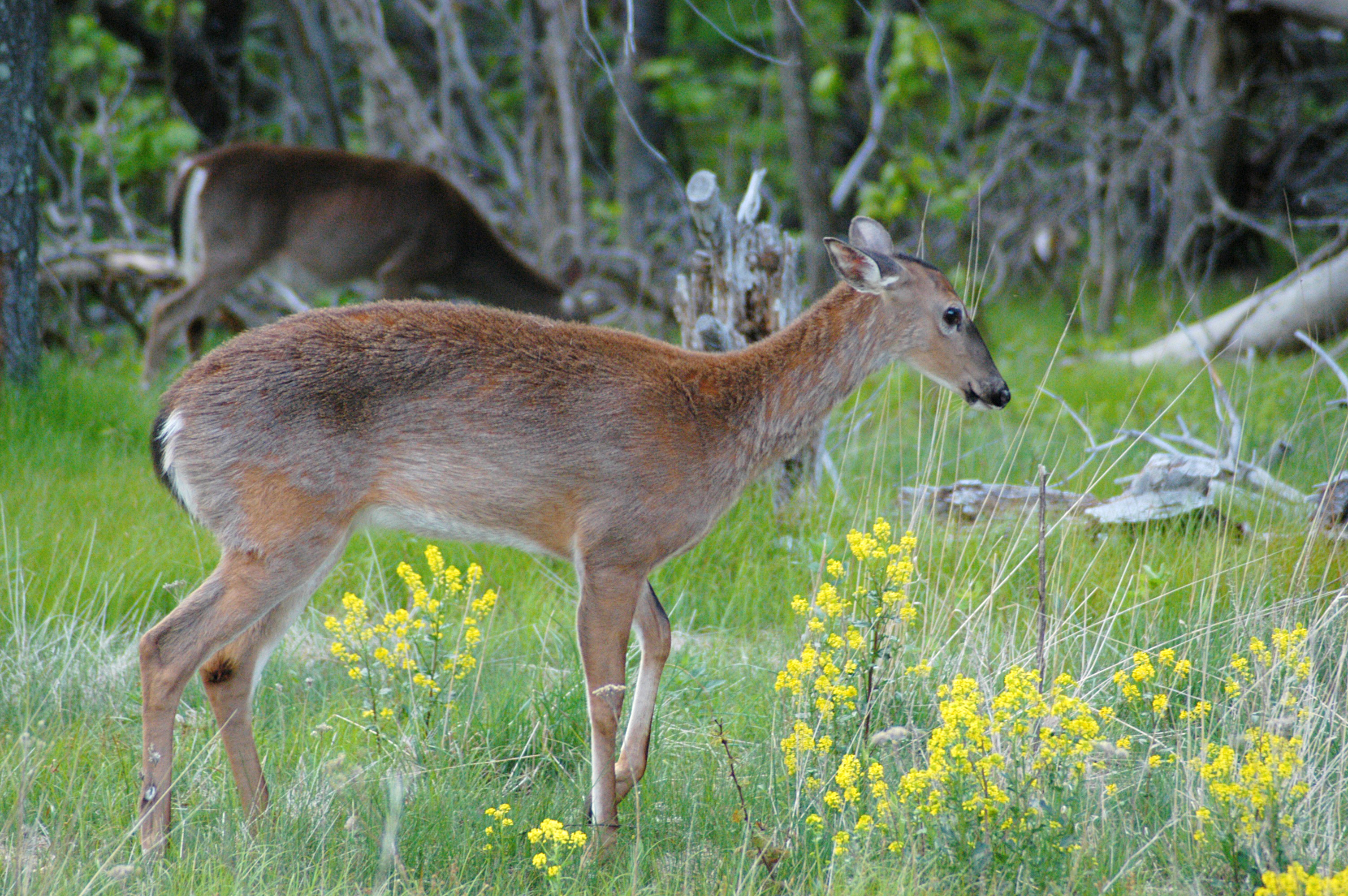
Олени

Климат парка типичен для среднегорья среднего Атлантического побережья США. На юго-западных и некоторых южных склонах растёт сосна, на холмах встречаются естественно растущие кактусы. На северо-восточных склонах часто встречаются отдельные рощи тсуги канадской, растут мхи. Часто встречаются дуб, гикори, каштан, клён, тюльпанное дерево, горный лавр, ваточник, несколько видов папоротника. Когда-то тут преобладал каштан американский, но практически все деревья были уничтожены грибом-паразитом в 1930 годы; хотя деревья продолжают расти в парке, они погибают до того, как успевают произвести семена. Место каштана заняли различные виды дуба, хотя в 1990-е годы около 10 % популяции также погибло от паразитов.
Среди млекопитающих многочисленны белохвостый олень, барибал, рыжая рысь, енот, скунс, опоссум, лесной сурок, серая лисица, кролик. В парке гнездятся более 200 видов птиц. Встречаются 32 вида рыб.

## Известные служащие
Салливан, Рой — с 1936 года работал смотрителем парка, с 1942 по 1977 год был 7 раз поражён молнией.